# Alfred Stromberg

Alfred Stromberg (li.) und Androv Carlson; 1898

Alfred Stromberg (* 9. März 1861 in Schweden; † 8. März 1913 in den USA) war ein schwedisch-amerikanischer Erfinder und Unternehmer.

## Leben
Der Sohn von Anders Gustav Strömberg (* 1822) und Lovisa Andersdotter (* 1823) aus Varnhem, Västergötland, begann im Alter von 15 Jahren bei der Instrumenten- und Telegrafenfabrik Öllers & Co., bei der auch der junge Lars Magnus Ericsson arbeitete. Er wohnte in der Hedwig-Eleonora-Gemeinde bei Stockholm. Ab 1879 installierte er Vermittlungsstellen in Stockholm, Skandinavien und Dänemark.
Ende 1882 wanderte er aus und arbeitete ab 1885 für Bell Telephone Co. in Chicago, wo er einige Patente anmeldete. 1886 heiratete er Ella (1864–1936), die Tochter von Anders Thelander und Hedvig Johnson aus Stockholm. Das Paar hatte einen Sohn und drei Töchter: Minnie (* 1885; ⚭ 1907 Adolph L. Denniston), Alice (1888–1914), Emil (* 1890) und Eva (* 1892). 1890 übernahm er die Leitung bei Chicago Electric Protective Co.'s Burglar Alarm System, bei denen er einige Verbesserungen beitragen konnte. Die Firma wurde dann bekannt als Stromberg system.
Nachdem 1894 Bells fundamentale Telefon-Patente ausgelaufen waren, tat er sich mit seinem Kollegen Androv Carlson (1854 in Borsa(?) – 1925 in Chicago) zusammen und gründete 1895 in Chicago die Stromberg-Carlson Telephone Mfg. Co., bekannt für das Farmer's Phone. Im Mai 1895 meldeten sie es als Aktiengesellschaft an und wurden von einer Gruppe Kapitalisten aufgekauft.
1901 erzielten sie mit 1200 Beschäftigten einen monatlichen Umsatz von $ 200.000. Zu ihrem vierstöckigen Fabrikgebäude erwarben sie noch das benachbarte siebenstöckige an der Ecke Jackson und Clinton Street. Als sie zwei Jahre später über 20 Millionen verfügten und 2500 Männer beschäftigten, konsolidierten sie mit großen Firmen im Osten. Sein Schwiegersohn installierte Telefonanlagen in Salt Lake.
John S. Goldberg erfand ein Prinzip für einen Vergaser, der 1905 der erste Strombergvergaser wurde, und sofortiges Anspringen des Motors gewährleistet. Mit Charles W. Stiger und Charles A. Brown gründeten Stromberg und Carlsson 1907/08 die Goldberg Motor Car Device Co., die sich zur Stromberg Motor Devices Co. (1909) und später zur Stromberg Carburetor Co. (1916) entwickelte. Bei seinen zahlreichen Patenten arbeitete er auch mit Harry C. Tillotson zusammen.
Seit 1901 gab es Versuche feindlicher Übernahmen und der Sitz wurde nach Rochester (New York) verlegt. Nachdem Eugene H. Satterlee von Oktober 1902 bis August 1905 Präsident des Unternehmens war, trat Stromberg diesen Posten noch einmal für 14 Monate an. Um 1908 verkaufte Stromberg seine Beteiligung an der Telefonsparte an die Holding U.S. Independent Telephone Company (USITC) und widmete sich dem Autozubehör. 1910 wohnte seine Familie in Chicago Ward 25, Cook County (Illinois). Einen Tag vor seinem Geburtstag erlag Alfred Stromberg einer dreiwöchigen Erkrankung. Bestattet ist er auf dem Rosehill Cemetery.
Stromberg-Carlson, bei der 1916 Ray H. Manson (* 1887) als Chefingenieur eingetreten war, lieferte im Ersten Weltkrieg Feldtelefone und -vermittlungen an das Signal Corps, produzierte ab 1923 Neutrodyne-Geradeausempfänger, übernahm die Radiostation WHAM (AM), kooperierte ab 1925 bei Einspritzvergasern mit der Bendix Corporation und wurde nach einer teilweisen Fusion mit General Dynamics (1955) ab den 1970er Jahren einer der drei großen amerikanischen Anbieter von Telefonnebenstellenanlagen.